# Великий Двір (селище, Бокситогорський район)
Великий Двір (рос. ст Большой Двор) — селище Бокситогорського району Ленінградської області Росії. Входить до складу Великодвірського сільського поселення.
Населення — 16 осіб (2012 рік).